# Юрченко, Владимир Владимирович
Владимир Владимирович Юрченко (род. 7 сентября 1959, Ужур, Красноярский край) — советский и российский лётчик, лётчик-испытатель 1 класса, Герой России (1999).

## Биография
Родился в городе Ужур, затем проживал в посёлке Ойский (Красноярский край). В 1976—1980 годах учился в Барнаульском высшем военном авиационном училище лётчиков, после чего служил лётчиком, старшим лётчиком в штурмовой авиации (Прибалтийский военный округ, с 1982 года — Группа советских войск в Германии, с 1987 года — Забайкальский военный округ).
C 1991 года, окончив Центр подготовки лётчиков-испытателей (Ахтубинск, Астраханская область), служил лётчиком-испытателем, старшим лётчиком-испытателем Государственного лётно-испытательного центра им. В. П. Чкалова в Ахтубинске, с 1998 года — на аэродроме Чкаловский (Московская область). Испытывал тяжёлые бомбардировщики, военно-транспортные самолёты. В числе освоенных им типов самолётов — Ан-26, Ан-72, Ан-70, Ил-18, Ил-76, Л-39, Су-17, Су-24, Ту-16, Ту-22, Ту-95, Ту-134, Як-28, Як-40 различных модификаций. Общий налёт более 2800 часов, любимая машина по собственному признанию — Су-24.
Принимал участие в чеченских войнах, детали боевых вылетов на 2020 год остаются засекреченными.
За мужество и героизм, проявленные при испытаниях авиационной техники, Указом Президента Российской Федерации от 17 августа 1999 года Юрченко Владимиру Владимировичу присвоено звание Героя Российской Федерации.
В 2001 году попал в аварию под Омском при испытаниях самолёта Ан-70 (отказ двигателей).
В 2002 году уволен в запас в звании полковника. В том же году перешёл в гражданскую авиацию, став командиром воздушного судна (авиакомпания «Континентальные авиалинии», Шереметьево).
В 2004—2005 годам был командиром экипажа чартера Ту-154М (бортовой номер 85140), возившего футбольную команду «ЦСКА (Москва)» на часть выездных матчей Лиги чемпионов и Кубка УЕФА, в том числе на победный для ЦСКА финал Кубка. В рамках спортивных суеверий главный тренер ЦСКА Валерий Газаев назвал Владимира Юрченко «фартовым для нас [ЦСКА] пилотом» — в матчах, на которые летала команда на чартерах под управлением Юрченко, ни разу не проиграла.
Проживает в Зеленограде (Москва).

## Личная жизнь
Проживает в Зеленограде, женат, имеет двух сыновей 

## Награды
- медаль «Золотая Звезда» Героя России (17 августа 1999, № 482)
- орден Мужества
- юбилейная медаль «100 лет гражданской авиации России» (2023)
- другие медали